# Giorgio Bozzato
Giorgio Bozzato (Chioggia, 29 giugno 1930 – Chioggia, 21 novembre 1988) è stato un allenatore di calcio e calciatore italiano, di ruolo attaccante.

## Carriera

### Giocatore
Inizia la carriera all'Adriese nel 1948, vincendo la Prima Divisione nella stagione 1948-1949; rimane nella squadra giocando in Promozione fino al 1951, quando viene ceduto al Colleferro. Nella stagione 1952-1953 gioca in IV Serie con la società laziale, che durante l'estate lo cede al Lecce in Serie C; con i salentini nella stagione 1953-1954 realizza 17 gol in 31 presenze nel campionato di terza serie.
A fine campionato passa al Venezia, con cui nella stagione 1954-1955 gioca in Serie C; l'anno successivo milita ancora nella squadra lagunare, con cui vince la Serie C conquistando quindi la promozione in Serie B. Anche dopo la promozione, nella stagione 1956-1957 gioca con il Venezia, in Serie B, categoria in cui realizza 10 gol in 30 presenze; rimane con i neroverdi anche nella stagione 1957-1958, nella quale gioca 8 partite senza segnare.
A fine anno passa al Prato, sempre in Serie B; nella stagione 1958-1959 segna 4 gol in 21 partite nella serie cadetta con i toscani, che chiudono il campionato al ventesimo ed ultimo posto in classifica retrocedendo quindi in Serie C. Si tratta della sua ultima stagione in carriera in Serie B, categoria in cui ha messo a segno 14 gol in 59 partite giocate. Dopo la retrocessione rimane al Prato anche in Serie C nella stagione 1959-1960, nella quale con i suoi 2 gol in 15 presenze contribuisce alla vittoria del campionato con conseguente immediato ritorno in Serie B della squadra toscana.
Nella stagione 1961-1962 ha giocato nel campionato di Serie C con il Grosseto, con cui ha conquistato una tranquilla salvezza. Ha poi chiuso la carriera giocando nuovamente con la maglia dell'Adriese nei campionati regionali veneti.

### Allenatore
Dopo aver passato la stagione 1967-1968 (in cui ha vinto il campionato di Serie D) e la stagione 1968-1969 nella Sottomarina (club che aveva già allento dal 1964), nella stagione 1969-1970 ha allenato il Trento in Serie D; a fine anno la squadra è stata promossa nel successivo campionato di Serie C in seguito alla vittoria per 2-0 contro il Pordenone nello spareggio promozione giocato sul campo neutro di Valdagno. Ha poi guidato la squadra del capoluogo trentino anche nelle stagioni 1970-1971 e 1971-1972 in terza serie. Nella stagione 1974-1975 ha invece guidato la Mestrina, subentrando in panchina ad Elvio Matè e retrocedendo dalla Serie C alla Serie D. Nella stagione 1975-1976 è subentrato a stagione in corso sulla panchina del Vigevano, in Serie C, senza riuscire ad evitare la retrocessione in Serie D della squadra lombarda.
Nella parte finale della stagione 1976-1977 ha allenato per complessive diciassette partite il Sorrento, con cui ha ottenuto la salvezza in Serie C; l'anno seguente ha allenato il Cosenza in Serie D, ottenendo la promozione nel nascente campionato di Serie C2. Nella stagione 1981-1982 ha allenato nel campionato veneto di Promozione il Chioggia Sottomarina, venendo esonerato a stagione in corso. Nella stagione 1983-1984 ha allenato per 25 partite i veneziani del Dolo, in Interregionale. Successivamente ha allenato anche il Rovigo in Interregionale, una esperienza non troppo fortunata per il tecnico chioggiotto. Il Rovigo partì con ambizioni di alta classifica dopo i due secondi posti nelle stagioni precedenti, ma i risultati non furono all'altezza e l'avventura di Bozzato sulla panchina rodigina durò solamente nove giornate venendo poi sostituito da Eraldo Mancin. Ha successivamente allenato anche i dilettanti del Donada, club della provincia di Rovigo.

## Palmarès

### Giocatore

#### Competizioni regionali
- Prima Divisione: 1

Adriese: 1948-1949

#### Competizioni nazionali
- Serie C: 2

Venezia: 1955-1956
Prato: 1959-1960

### Allenatore

#### Competizioni nazionali
- Serie D: 2

Sottomarina: 1967-1968 (girone C)
Trento: 1969-1970 (girone C)